# STS-51-D
STS-51-D var den sextonde flygningen i det amerikanska rymdfärjeprogrammet och den fjärde i ordningen för rymdfärjan Discovery. Den sköts upp från Pad 39A vid Kennedy Space Center i Florida den 12 april 1985. Efter nästan sju dagar i omloppsbana runt jorden återinträdde rymdfärjan i jordens atmosfär och landade vid Kennedy Space Center. 

## Start och landning
Total uppdragslängd: 06:23:55:00
Starten skedde klockan 08:59 (EST) 12 april 1985 från Pad 39A vid Kennedy Space Center i Florida.
Landningen skedde klockan 08:54 (EST) 19 april 1985 vid Kennedy Space Center i Florida.

## Uppdragets mål
Huvuduppgiften för detta uppdrag var att placera två satelliter i omloppsbana: kommunikationssatelliterna TELESAT-I (ANIK C-1) och SYNCOM IV-3 (LEASAT-3).